# إعادة تعبئة
إعادة التَعبئة هي حملة عالمية تربط الأشخاص بأماكن يمكنهم تناول الطعام والشراب والتسوق لغرض تقليل المواد البلاستيكية.

## الهدف
تهدف حملة إعادة التعبئة إلى منع الهدر الناتج عن زجاجات المياه البلاستيكية ذات الاستخدام الواحد، بالإضافة إلى زيادة توفر مياه الشرب الجيدة.

## انظر ايضاً
- إعادة استخدام القنينات

## روابط خارجية
- الموقع الرسمي
- "App shows water refill stations to tackle plastic waste" – BBC explanation of the scheme (video)